# Шаповалов Віталій Юрійович
Віта́лій Ю́рійович Шапова́лов (нар. 12 лютого 1972, м. Червоноград, Львівська область) — український військовик, полковник медичної служби Збройних сил України, доктор медичних наук, головний хірург військово-медичного клінічного центру Південного регіону, доцент кафедри хірургії Одеського національного медичного університету, хірург вищої категорії. 

## Життєпис
Після закінчення військово-медичної академії проходив хірургічну інтернатуру у Києві. З 1999 року Віталій Шаповалов працює у військово-медичному клінічному центрі Південного регіону в Одесі. У 2011 році він очолив клініку колопроктології, а 2015 року став головним хірургом військово-медичного клінічного центру Південного регіону. З 2021 року — доктор медичних наук України. 
Віталій Шаповалов брав активну участь у захисті України та лікування поранених з початку російської військової агресії проти України у 2014, улітку 2014 року працював головним хірургом військово-польового шпиталю на сході країни. З 2014 року йому та його колегам вдалося модернізувати організацію екстреної медичної допомоги на фронті на сході України. За особисту мужність і героїзм, виявлені у захисті державного суверенітету та територіальної цілісності України, вірність військовій присязі під час російсько-української війни нагороджений орденом Богдана Хмельницького III ступеня.
З початку повномасштабного вторгнення Росії в Україну Віталій Шаповалов продовжував працювати головним хірургом військово-медичного клінічного центру Південного регіону. На жаль, важка хвороба змусила лікаря звільнитися з лав Збройних Сил України, наразі проживає та працює у Швейцарії. 
Зареєстровано 10 його авторських патентів у співавторстві, зокрема «Спосіб хірургічного лікування пухлин прямої кишки», співавтори Каштальян Михайло Арсенійович, Шудрак Анатолій Анатолійович, Масунов Кирило Леонідович. З 2004 року член European Association for Endoscopic Surgery, брав участь в багатьох з'їздах асоціації. 

## Нагороди
- Заслужений лікар України з 2019 року.
- За особисту мужність і героїзм, виявлені у захисті державного суверенітету та територіальної цілісності України, вірність військовій присязі під час російсько-української війни нагороджений орденом Богдана Хмельницького III ступеня.
- Орден Богдана Хмельницького II ступеня.(2022) —[1]